# نهائي كأس التحدي الآسيوي 2014
نهائي كأس التحدي الآسيوي 2014 هي المباراة النهائية للنسخة الخامسة كأس التحدي الآسيوي .
وتوج بها منتخب فلسطين بعد تغلبه على منتخب الفلبين .

## الفرق
| الفريق  | وصول سابق (الخط الغليظ يشير إلى بطل تلك النسخة) |
| ------- | ----------------------------------------------- |
| فلسطين  | 0                                               |
| الفلبين | 0                                               |

## النهائي
| فلسطين           | 1–0   | الفلبين |
| ---------------- | ----- | ------- |
| - أشرف نعمان 59' | تقرير |         |